# هنري باتلر
هنري باتلر (بالإنجليزية: Henry Butler) هو عازف بيانو ومصور أمريكي، ولد في 21 سبتمبر 1949 في نيو أورلينز في الولايات المتحدة، وتوفي في 2 يوليو 2018 في نيويورك في الولايات المتحدة.

## وصلات خارجية
- هنري باتلر على موقع IMDb (الإنجليزية)
- هنري باتلر على موقع ميوزك برينز (الإنجليزية)
- هنري باتلر على موقع أول ميوزيك (الإنجليزية)
- هنري باتلر على موقع ديسكوغز (الإنجليزية)